# Vayuraptor nongbualamphuensis
Vayuraptor nongbualamphuensis es la única especie conocida del género extinto Vayuraptor ("ladrón del viento") de dinosaurio terópodo celurosauriano basal que vivió durante el período Cretácico, hace aproximadamente 130 millones de años durante el Barremiense, en lo que ahora es Asia. Solo se conoce a una especie, V. nongbualamphuensis, encontrada en depósitos de la Formación Sao Khua, en Tailandia. Con los primeros fósiles del género descubiertos en la Formación Sao Khua, Vayuraptor posiblemente compartió su hábitat con los dinosaurios Phuwiangvenator, que también fue nombrado en el mismo artículo, Kinnareemimus, Siamosaurus, Siamotyrannus y Phuwiangosaurus.

## Descripción
Vayuraptor era un terópodo de tamaño mediano, estimado en 4 a 4,5 metros. Se infirió que el holotipo de Vayuraptor era un individuo maduro, basado en la fusión de su astrágalo y calcáneo. Como posible megaraptorano, Vayuraptor habría tenido un hocico largo, garras grandes, cuerpo liviano y piernas largas y delgadas.
Los elementos que corresponden a la extremidad anterior de Vayuraptor son muy fragmentarios. En la morfología general, el coracoides, el hueso que se extiende desde el omóplato, es más alto que largo y tiene forma de semicírculo. El proceso posteroventral, que va desde la parte posterior hasta la parte inferior, de la coracoides se estrecha desde la parte posterior de la coracoides hasta la parte inferior debido a la rotura. La parte inferior de la coracoides se expande más allá del borde de la faceta glenoidea. El surco infraglenoideo está ausente de la coracoides. Se conserva la parte distal, más alejada del cuerpo, de una falange manual. No tiene pozos extensores distintos en la superficie superior proximal, más cerca del cuerpo, a la superficie de articulación distal, que es un rasgo que solo se encuentra en los celurosaurianos. Se conserva parte del pubis y la morfología del eje púbico es generalmente similar a la de otros terópodos, como Neovenator.

## Descubrimiento e investigación
El holotipo y los especímenes referidos de Vayuraptor, almacenados en el Museo Sirindhorn del Departamento de Recursos Minerales, fueron descubiertos en 1988 por Paladej Srisuk en el sitio A1 de Phu Wat, provincia de Nong Bua Lamphu, Tailandia. El nombre genérico significa "ladrón del viento", llamado así por el dios hindú del viento Vayu y la palabra latina raptor, que significa ladrón. Se eligió este nombre porque Vayuraptor posee una tibia larga y grácil , lo que sugiere que era muy rápido y ágil. El nombre específico lleva el nombre de la provincia en la que se encontró Vayuraptor, provincia de Nong Bua Lamphu.
El holotipo de Vayuraptor, M-NB A1-2, es una tibia izquierda con un astrágalo y un calcáneo asociados, que están fusionados, denominados colectivamente astragalocalcano. El material referido de Vayuraptor consiste en una coracoides derecha, PRC-NB A1-11, parte de un peroné, PRC-NB A1-4, una costilla de una parte desconocida del esqueleto, PRC-NB A1-10, probablemente parte de un pubis,  PRC-NB A1-3, una falange manual, PRC-NB A2-20 y una probable falange del pie, PRC-NB A2-16.

## Clasificación
Samathi y Chanthasit en 2015, lo discutieron como un nuevo megaraptorano. Samathi en 2016 lo menciona en un resumen posterior como "un nuevo megaraptorano ", y es uno de los dos especímenes señalados por Samathi y Chanthasit en 2017 como "miembros basales de Megaraptora" utilizando el análisis de Carrano et al.. En las descripción de 2019, lo agregaron al análisis de Novas et al. para recuperarlo ahora como un celurosauriano en una tricotomía con megaraptoranos y tyrannoraptoranos. En particular, recuperan una posición similar para al Siamotyrannus, pero no se pueden comparar, compartiendo solo fragmentos de costilla y pubis no descritos, excepto por el tamaño, con el Vayuraptor adulto siendo el 60% del tamaño del Siamotyrannus adulto.